# Plebejus amplificata
Plebejus amplificata är en fjärilsart som beskrevs av Schultz 1906. Plebejus amplificata ingår i släktet Plebejus och familjen juvelvingar. Inga underarter finns listade i Catalogue of Life.